# Federico Carrizo
Federico Gastón "Pachi" Carrizo (ur. 17 maja 1991 w Villa Giardino) – argentyński piłkarz występujący na pozycji lewego pomocnika, obecnie zawodnik Boca Juniors.

## Kariera klubowa
Carrizo jest wychowankiem akademii juniorskiej klubu Rosario Central, do którego pierwszej drużyny został włączony jako osiemnastolatek przez szkoleniowca Leonardo Madelóna. W argentyńskiej Primera División zadebiutował 9 maja 2010 w zremisowanym 0:0 spotkaniu z Estudiantes La Plata, jednak zaraz potem, na koniec rozgrywek 2009/2010, spadł ze swoją ekipą do drugiej ligi argentyńskiej. Tam po upływie pół roku został podstawowym piłkarzem Central, a po trzech latach spędzonych na zapleczu najwyższej klasy rozgrywkowej, w sezonie 2012/2013, triumfował w Primera B Nacional i powrócił wraz z zespołem do pierwszej ligi. Na najwyższym szczeblu wciąż był wyróżniającym się graczem Central, premierowego gola w pierwszej lidze zdobywając 27 września 2013 w zremisowanej 1:1 konfrontacji z All Boys. Ogółem w barwach tego klubu występował przez niecałe pięć lat.
Latem 2014 Carrizo za sumę dwóch milionów euro przeszedł do krajowego giganta – Club Atlético Boca Juniors ze stołecznego Buenos Aires, gdzie od razu został podstawowym pomocnikiem ekipy. Po upływie roku przeniósł się do Meksyku, na zasadzie półrocznego wypożyczenia zasilając tamtejszy klub Cruz Azul ze stołecznego miasta Meksyk. W tamtejszej Liga MX zadebiutował 27 września 2015 w przegranym 1:2 meczu z Pueblą, a podczas swojego krótkiego pobytu w tym zespole pełnił wyłącznie rolę rezerwowego.
| Sezon     | Klub                       | Kraj      | Rozgrywki          | Mecze | Bramki |
| --------- | -------------------------- | --------- | ------------------ | ----- | ------ |
| 2009/2010 | Rosario Central            | Argentyna | Primera División   | 2     | 0      |
| 2010/2011 | Rosario Central            | Argentyna | Primera B Nacional | 22    | 3      |
| 2011/2012 | Rosario Central            | Argentyna | Primera B Nacional | 30    | 1      |
| 2012/2013 | Rosario Central            | Argentyna | Primera B Nacional | 29    | 5      |
| 2013/2014 | Rosario Central            | Argentyna | Primera División   | 36    | 4      |
| 2014      | Club Atlético Boca Juniors | Argentyna | Primera División   | 19    | 1      |
| 2015      | Club Atlético Boca Juniors | Argentyna | Primera División   | 12    | 1      |
| 2015/2016 | Cruz Azul                  | Meksyk    | Liga MX            | 4     | 0      |
| 2016      | Club Atlético Boca Juniors | Argentyna | Primera División   |       |        |